# Haddad (Ethnie)
Die Haddad sind eine afrikanische Ethnie, ihre Lebensumstände gleichen einer Kaste. Etwa 250.000 Haddad leben verstreut in der Sahelzone, im Tschad, Sudan und Nigeria. Sie leben unter verschiedenen Völkern, deren jeweilige Sprache sie annahmen und bieten ihre Dienste an. Sie wohnen getrennt von der übrigen Bevölkerung und heiraten untereinander. Ursprünglich waren die Haddad Schmiede, da jedoch aufgrund billiger Importe diese Arbeit vielfach weggefallen ist, üben sie verschiedene andere Berufe aus. Die Haddad werden vielfach wie Unberührbare verachtet, oft dürfen sie kein Land besitzen. Die Haddad sind Muslime.